# 本音/Late Show
「本音/Late Show」(ほんね/レイトショー)は、日本のロック・バンド、sumikaのメジャー5枚目、通算10枚目となるシングル。2021年1月6日にソニー・ミュージックレコーズよりリリースされた。

## 背景とリリース
前作「唯風と太陽」から5か月ぶり、CDシングルとしては「Harmonize e.p」から約10か月ぶりとなるリリース。
第99回全国高校サッカー選手権大会応援歌の「本音」と日本テレビ系 「スッキリ」 1月テーマソングの「Late Show」からなる両A面シングルである。
初回生産限定盤と通常盤の2形態でリリースされ、初回生産限定盤に付属される特典CDには「Dress farm 2020」 にて発表させて頂いた8作品を新たにマスタリングを施して収録。これらの楽曲はストリーミング配信がされていない。
収録曲数の関係上、オリコンチャートにて初回生産限定盤はアルバムとして扱われた。

## 収録内容

### Disc1
1. 本音
  - 第99回全国高校サッカー選手権大会応援歌。
  - 2020年12月9日より各種配信サイトにて先行配信された。
2. Late Show
  - 「スッキリ」2021年1月度テーマソング。
3. 本音 (Instrumental)
4. Late Show (Instrumental)

### Disc2
1. トワイライト (Dress farm 2020）
2. 晩春風花 (Dress farm 2020）
3. VOICE (Dress farm 2020）
4. 憧憬 (Dress farm 2020）
5. Lovers／Live ver. (Dress farm 2020）
6. 1.2.3..4.5.6／Live ver. (Dress farm 2020）
7. リグレット／Live ver. (Dress farm 2020）
8. 「伝言歌」／Live ver. (Dress farm 2020）